# Эльмурзаев, Бека Хутуевич
Бе́ка Хуту́евич Эльмурза́ев (чечен. ХутӀу ВоӀ Бека, род. 28 мая 1936 года, Ножай-Юрт, ЧИАССР, СССР – 27 января 2017 года, там же) – российский певец, народный артист Чеченской Республики (2006), заслуженный артист Чечено-Ингушской АССР (1965).

## Биография
Бека Эльмурзаев родился 28 мая 1936 года в селении Ножай-Юрт. Выходец из тайпа Гендарганой. Петь и танцевать начал ещё в детстве.
В феврале 1944 года был депортирован из Чечено-Ингушской Республики в Киргизскую ССР.
В 19 лет он организовал собственный ансамбль кавказских танцев в городе Сулюкте. 1957 году этот ансамбль стал лауреатом Всемирного фестиваля молодёжи и студентов в Москве.
После возвращения из ссылки до своей смерти — директор Ножай-Юртовского районного Дома культуры.
Бека Эльмурзаев скончался 27 января 2017 года в возрасте восьмидесяти лет.

## Почётные звания и награды
- Заслуженный артист Чечено-Ингушской Республики (1965);
- Ветеран труда;
- Народный артист Чеченской Республики (2006 год)[1].